# تاتیانا کشلاوا
تاتیانا سرگیونا کشلوا (روسی: Татьяна Сергеевна Кошелева؛ زادهٔ ۲۳ دسامبر ۱۹۸۸) یک بازیکن والیبال اهل روسیه عضو تیم ملی والیبل زنان روسیه است.
مدال طلا قهرمانی جهان ۲۰۱۰ مهمترین دست‌آورد او با تیم ملی روسیه محسوب می‌شود.